# 테레제 브룬스비크
테레제 브룬스비크(헝가리어: Brunszvik Teréz, 1775년 7월 27일 - 1861년 9월 23일)는 헝가리의 여자 백작으로 교육자이자 음악학자였다.

## 생애
헝가리 왕국의 포조니(현 슬로바키아 수도 브라티슬라바)에서 태어났다. 아버지는 안톤 브룬스비크 백작, 어머니는 안나 세베르히였다. 형제 자매로는 프란츠(1777년 - 1849년), 요제피네(1779년 - 1821년), 샤를로테(1780년 - 1843년)가 있었다.
1828년 7월 1일 로버트 오웬이 1816년 스코틀랜드 뉴 래너크에 설립한 시설을 접하고 헝가리에 보육 시설을 설립했다. 취학 전 아동의 교육기관은 곧 헝가리 전역에 알려졌고, 1837년 프리드리히 프뢰벨은 독일에 첫 유치원을 설립했다. 또한 그녀는 부다와 페슈트에서 여성연합을 창설함과 동시에 여성을 위한 교육기관을 시동하여 일관되게 그 질적 향상을 위해 노력했다.
그녀는 베토벤의 제자 중 한 명이기도 했다. 베토벤의 《피아노 소나타 24번》은 테레제에게 헌정된 곡으로 "테레제"라는 부제를 갖고 있기도 하다. 연구자나 작가 중에는, 여동생 요제피네가 아니라 그녀야말로 "불멸의 연인"이었던 것이 아닐까 생각하는 사람도 있었지만, 최근에는 그 가능성이 희박한 것으로 여겨지고 있다. 테레제의 첫 번째 전기는 라 마라에 의해, 1813년까지의 일기와 메모는 마리안느 체케에 의해 세상에 나왔다. 어느 자료에서도 베토벤과 브룬스비크 가문, 특히 여동생 요제피네와의 관계에 대해 많이 다루고 있는 것을 알 수 있다.
베토벤은 평생 테레제의 초상화를 간직했다. 로맹 롤랑은 1928년 발표된 그의 책에서 테레제가 1806년에 베토벤과 사랑에 빠졌고, 그 해에 약혼까지 했었다고 썼다. 이 사실은 이미 1879년에 다른 전기 작가에 의해 제시된 바 있다. 테레제는 평생 독신 생활을 유지하였고 페슈트에 묻혔다.

## 같이 보기
- 요제피네 브룬스비크
- 줄리에타 귀차르디
- 안토니 브렌타노
- 안나 마리아 에르되디